# Фельдфебель
Фельдфе́бель (нім. Feldwebel — «підофіцер») — нижче військове звання унтер-офіцерського складу й категорія командного, начальницького складу в Збройних силах німецькомовних країн (Німеччина, Австрія, Швейцарія, Ліхтенштейн) та в Росії (до 1917 року).
Умовно можливо порівняти зі званням старшина в Збройних силах України.

## Історія

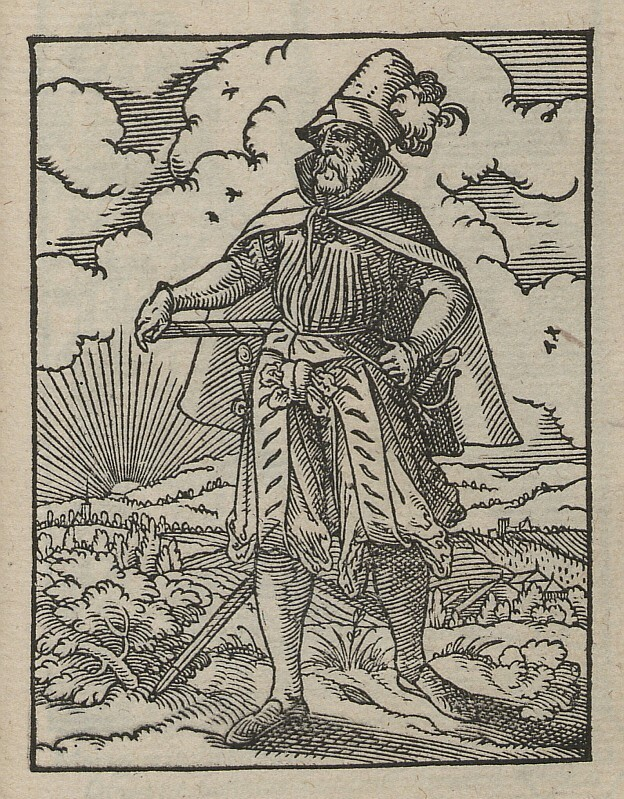
Фельдфебель на німецькій гравюрі 1568 р.

Починаючи з пізнього середньовіччя — Нового часу, фельдфебелі були ротними унтерофіцерами для особливих завдань і вважалися одним із старших унтер-офіцерських звань. В німецьких збройних силах фельфебель зазвичай був помічником або ад'ютантом командира роти — капітана (гауптмана). Вже в 15 ст. фельдфебелі виконували важливі обов'язки в війську — вони призначалися капітанами, проти «вебелів» (бригадирів), яких вибирали з свого осередку самі солдати-найманці (ландскнехти) для представництва та захисту солдатських інтересів перед офіцерством.
Колом завдань фельфебелів, як помічників офіцера, була відповідальність за підтримання бойового порядку, поведінка в бою та дотримання вибраної тактики бою.

## Російська імператорська армія
У російській імператорській армії звання «фельдфебель» було запозичено з Німеччини, де воно зустрічається з XV ст. у ландскнехті. Це військове звання введене в ході реформ Петра I в 1722 році, одночасно з введенням у дію Табелі про ранги. До 1826 року звання було вищим для унтер-офіцерів, потім стало вважатися нижче за підпрапорщика. Фельдфебелі так званої «старої» гвардії до реформи 1826 років відносилися до XIII, потім XIV класу по Табелі, проте вони обер-офіцерами не вважалися, але при цьому могли бути випущені в армію підпоручниками або прапорщиками відповідно. У кожній роті XIX ст знаходилося по одному фельдфебелеві; відповідне звання в кавалерії — вахмістр. Аж до своєї ліквідації це звання було нерозривне від однойменної посади (батальйонного або полкового фельдфебеля роти, тобто старшини); воно присвоювалося унтер-офіцерам лише за умови зайняття ним цієї посади; якщо ж надалі фельдфебелеві надавалися вищі звання, то на погонах підпрапорщика або зауряд-прапорщика він продовжував носити і лички фельдфебелів.

## Німеччина
| Погони фельдфебелів Народної Національної Армії НДР | Погони фельдфебелів Народної Національної Армії НДР | Погони фельдфебелів Народної Національної Армії НДР | Погони фельдфебелів Народної Національної Армії НДР |
| унтер-фельдфебель                                   | фельдфебель                                         | обер-фельдфебель                                    | штабс-фельдфебель                                   |
| --------------------------------------------------- | --------------------------------------------------- | --------------------------------------------------- | --------------------------------------------------- |
|                                                     |                                                     |                                                     |                                                     |

| Погони фельдфебелів Бундесверу | Погони фельдфебелів Бундесверу | Погони фельдфебелів Бундесверу | Погони фельдфебелів Бундесверу | Погони фельдфебелів Бундесверу |
| фельдфебель                    | обер-фельдфебель               | гаупт-фельдфебель              | штабс-фельдфебель              | обер-штабс-фельдфебель         |
| ------------------------------ | ------------------------------ | ------------------------------ | ------------------------------ | ------------------------------ |
|                                |                                |                                |                                |                                |

## Австро-угорська армія (1867—1918)
У піхоті Австро-угорської армії фельдфебель (нім. Feldwebel, угор. Őrmester) військове звання унтерофіцерського класу. У кавалерії йому відповідало звання — вахмістр, в артилерії — феєрверкер, в гірськострілецьких частинах — оберєгер.
Знаками розрізнення були петлиці з трьома білими шестипроменевими зірками. Петлиця мала облямівку у вигляді 13-міліметрового імперського жовтого шовкового галуну
|             |
| Фельдфебель |